# Генеральная прокуратура Литвы
Генеральная Прокуратура Литовской Республики (лит. Lietuvos Respublikos generalinė prokuratūra) — правоохранительный орган Литвы, обеспечивающий соблюдение законности в стране. Находится в Вильнюсе, ул. Ринктинес, 5 А.
Генеральная прокуратура имеет статус публичного юридического лица, имеет свой расчётный счёт в банке и печать с гербом Литовского государства.

## История
Отправной точкой учреждения прокуратуры независимой Литвы можно назвать 16 января 1919 года. В тот день официально был опубликован Временный закон «Об организации работы судов Литвы». Этим законом прописано, что при окружном суде и Высшем Трибунале состоят Заступники (защитники) Государства (Прокуроры) и их помощники. Это было начало самостоятельного пути главного правоохранительного учреждения. Сам Министр юстиции Пятрас Леонас в циркуляре с пояснениями к закону провозгласил, что «большинство учреждений судебной власти сначала не учреждались, пока жизнь не убедила в обратном».
В феврале 1919 года (более точная дата назначения подтверждающих документов не найдена) заступником (защитником) государства был назначен юрист Казис Самайаускас. Данные обязанности он исполнял чуть больше месяца. 6 марта 1919 года защитником государства при Каунасском окружном суде был назначен Раполас Скипитис, который пишет следующее: 

«Какое-то время защитник государства для всей Литвы был единственным, так как Мариямпольский окружной суд и состоящая при нём прокуратура организуются позже, а окружные суды Шяуляя и Паневежиса с прокурорами – ещё позже. Позже был организован и Военный суд. И я должен был исполнять обязанности прокурора Высшего Трибунала» (Р. Скипитис во времена становления Независимой Литвы, Чикаго, 1961).
.
Р. Скипитис был прокурором Литвы до 18 июня 1920 года, а после был назначен Министром внутренних дел Литвы. Это был самый трудный период организующейся прокуратуры, пишет председатель Высшего Трибунала Антанас Крищюкайтис.
Прокуратура Высшего Трибунала начала самостоятельно действовать с февраля 1921 года. Тогда защитником государства при Высшем Трибунале был назначен Юргис Кальвайтис. Учреждение защитника государства в Литве в 1933 году по закону «Об устройстве судов» было названо Прокуратурой. Этот закон, который вступил в силу 15 сентября 1933 года, установил (ст. 262), что министр Юстиции является Главным прокурором Республики. Он осуществляет руководство и надзор за прокурорами и их помощниками при Высшем Трибунале, Апелляционной палате и окружных судах. Прокуроры и их помощники назначались на должность и освобождались от неё Президентом Республики по представлению Министра Юстиции. Прокурорами и их помощниками могли быть лица, достигшие 25 лет, имеющие высшее образование и стаж работы по данному образованию, сдавшие необходимые экзамены. Прокуратуры были созданы при окружных судах, Апелляционной палате и Высшем Трибунале. Окружной прокурор руководил помощниками окружного прокурора, осуществлял судебный надзор за деятельностью окружного суда. Прокурор Апелляционной палаты руководил прокурорами окружных судов и их помощниками. Прокурор при Высшем Трибунале осуществлял руководство над прокурорами и их помощниками окружных судов и Апелляционной палаты. Следователи, как и другие работники прокуратуры, осуществляли свою деятельность при судах.
В 1940 году после проведённой СССР аннексии Литвы, аппарат прокуратуры и следствия был преобразован по примеру системы органов прокуратуры СССР. Уже 1 июля 1940 года актом исполняющего обязанности Президента Литовской Республики Юстаса Палецкиса, т.е. на порядок раньше, чем когда Литва была инкорпорирована в положение СССР, большинство руководящих работников прокуратуры в центре и на местах были освобождены от обязанностей.
11 марта 1990 года была восстановлена независимость Литвы. 22 марта 1990 года Верховный Совет Литовской Республики – Восстановленный Сейм на своём 17-м заседании рассмотрел вопрос назначения прокуроров страны. Парламентская комиссия правовой системы сделала акцент на то, что в обязательном порядке необходимо заменить бывшую советскую прокурорскую доктрину – защищать государство от человека – наоборот – защищать человека и гражданина от государства. 23 марта 1990 года Прокурором Литовском Республики был назначен Артурас Паулаускас, и этот день стал началом основания независимой прокуратуры Литвы. 30 марта 1990 года прокуроры страны собрались в Вильнюсе, на улице А. Сметоны (тогдашней улице Н. Гоголя), в действующем здании Генеральной Прокуратуры, и единодушно высказали свою верность законам Литвы.
В 1990 году после обретения независимости Литовской Республики общественность столкнулась с историческими переменами. Радикальным социальными реформами не только было создано демократическое государство, но и они же имели влияние на правоохранительную систему страны. Должностным лицам пришлось столкнуться с особо тяжкими преступлениями, о их расследование и уголовное преследование должны были быть возвращены принципом верховенства закона.
27 июля 1990 года после принятия парламентом страны закона «О некоторых изменениях и дополнениях Временного Основного Закона Литовской Республики» руководитель прокуратуры стал именоваться Генеральным Прокурором Литовской Республики. Порядок организации и деятельности прокуратуры установлен Законом «О прокуратуре Литовской Республике» — первый такой документ в истории прокуратуры страны, вступил в силу 27 июля 1990 года. Система прокуратуры Литовской Республики была реформирована 1 января 1995 года — учреждены прокуратуры Вильнюсского, Каунасского, Клайпедского, Шяуляйского и Паневежисского округов.

## Список генеральных прокуроров Литвы
- Артурас Паулаускас (1987–1995)
- Владимир Никитин (1995–1997)
- Казис Педничя (1997–2000)
- Антанас Климавичюс (2000–2005)
- Альгимантас Валантинас (2005–2010)
- Раймондас Петраускас (2010)
- Дариус Валис (2010–2014)
- Дарюс Раулушайтис (2014–2015)
- Эвалдас Пашилис (2015–2020)
- Нида Грунскене (с 2020 года)

## Структура
Генеральную прокуратуру составляют департаменты и отделы. Руководство каким-либо департаментом осуществляет главный прокурор департамента, директор и их заместители, а отделом — главный прокурор отдела, заведующий отделом.
В Генеральной прокуратуре создан совещательный орган — коллегия прокуратуры Литовской Республики. Председателем коллегии является генеральный прокурор, её члены — заместители генерального прокурора и старшие окружные прокуроры. В коллегию по решению Генерального прокурора могут быть включены и другие прокуроры. На заседание коллегии могут быть приглашены судьи, руководители правоохранительных органов и других государственных органов, а также их действующие представители. Приказом генерального прокурора утверждается состав и положения деятельности коллегии.

## Функции
Генеральная прокуратура:
- руководит территориальным прокурорами и контролирует их деятельность;
- формирует единство практики досудебного расследования преступных деяний и действий в уголовном процессе;
- осуществляет досудебное расследование и поддерживает государственное обвинение по особо важным уголовным делам;
- организует досудебное расследование в центральных органах досудебного расследования, осуществляет руководством за ним и контролирует действия, выполняемые должностными лицами этих органов в уголовном процессе;
- формирует единство практики поддержания государственного обвинения по уголовным делам и участвует в них при рассмотрении таких дел в апелляционном и кассационном порядке;
- координирует действия органов досудебного расследования при следствии преступных деяний;
- защищает общественный интерес и формирует единство практики деятельности прокуроров в этой области;
- организует профессиональную подготовку прокуроров, курсы повышения квалификации и оказывает им методическую помощь;
- осуществляет сношения с государственными органами иностранных государств и международными учреждениями;
- заботиться по финансовому и материальному обеспечению прокуратуры, а также социальным гарантиям прокуроров;
- анализирует деятельность прокуратуры и статистические данные;
- осуществляет иные установленные другими законами и международными соглашениями функции.

## Атрибутика
Президент Литовской Республики Валдас Адамкус, руководствуясь 77 статьёй Конституции Литвы и 60 статьёй Закона «О прокуратуре Литовской Республики», 13 декабря издал декрет № 169 «Об утверждении атрибутов и эталонов должностных лиц прокуратуры», которым закрепил следующее:
1. Мантия прокурора с символом — гербом Литовского государства;
2. Эталон знака прокурора;
3. Эталон медали первой степени знака почёта «За заслуги»;
4. Эталон медали второй степени знака почёта «За заслуги».

В Генеральной Прокуратуре действует комиссия по поощрению знаком почёта прокуроров.